# Octombrie
ianuarie • februarie • martie  • aprilie  • mai  • iunie  • iulie  • august  • septembrie  • octombrie  • noiembrie  • decembrie

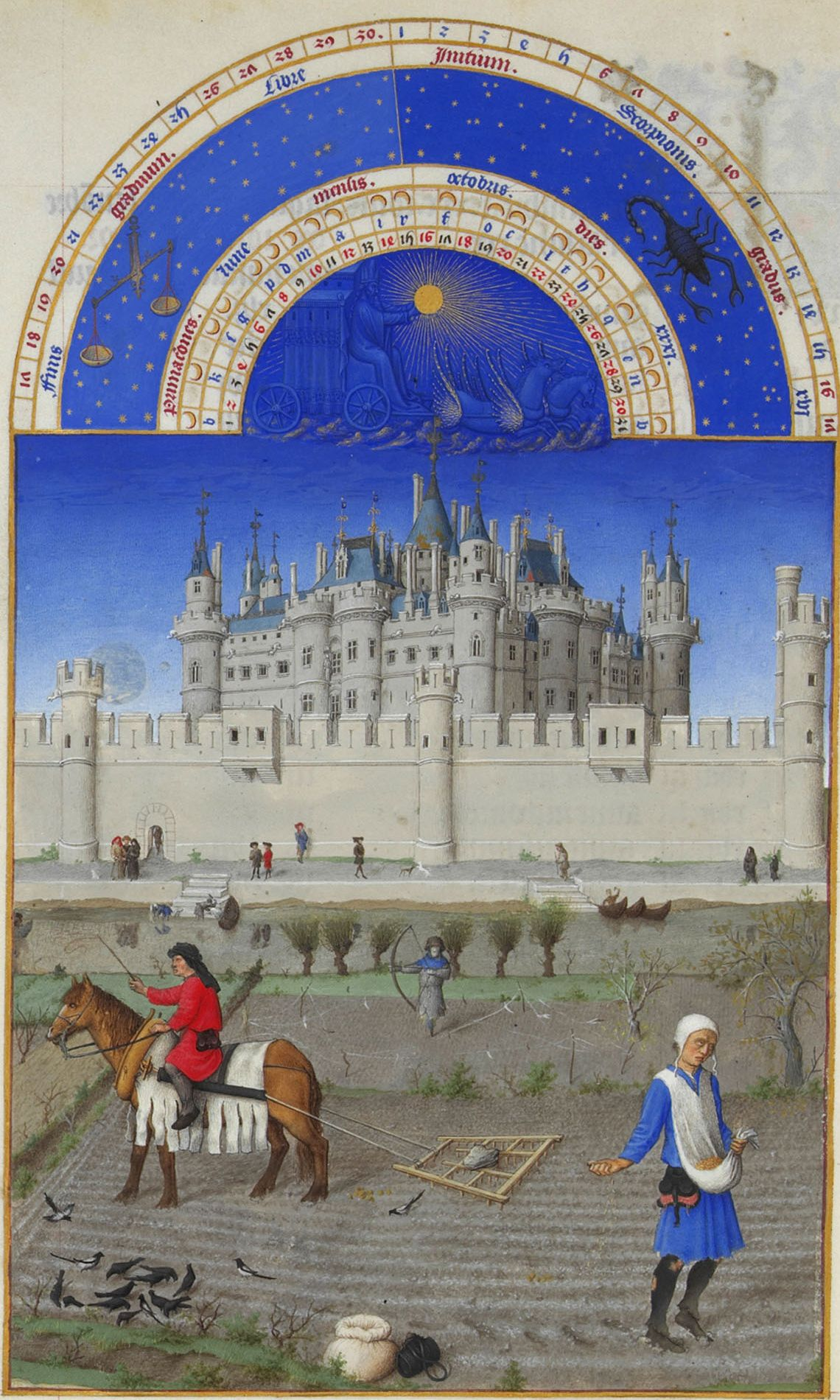
Octombrie - Les Très Riches Heures du duc de Berry

Octombrie este a zecea lună a anului în calendarul Gregorian și una dintre cele șapte luni gregoriene cu o durată de 31 de zile.
Octombrie începe (astrologic) cu soarele în semnul Balanței și sfârșește în semnul Scorpionului. Din punct de vedere astronomic, luna octombrie începe cu soarele în constelația Fecioarei și se sfârșește cu soarele în constelația Balanței.
Numele lunii Octombrie (latină: Octobris) vine de la cuvântul latinesc octo, opt, pentru că luna octombrie era a opta lună în calendarul roman.
Grecii numeau luna octombrie Pyanopsion. În România, luna octombrie, popular, se numește Brumărel. În această lună cad frunzele din copaci, țăranii se ocupă mai mult de treburile gospodăriei; acum se fac însămânțările de toamnă.
Octombrie începe în aceeași zi a săptămânii ca și Ianuarie cu excepția anilor bisecți.
În religia catolică, luna octombrie este dedicată Fecioara Rozariului și îngerii păzitori. „Biserica a recunoscut întotdeauna eficacitatea deosebită Rosario,încredințând-o, prin recitarea sale comunitar și practica constantă, cauzele cele mai dificile.“2 octombrie este sărbătoarea înger păzitor. La 7 octombrie este solemnitatea Fecioarei Rozariului.
Soarele și Luna
Soarele — la începutul lunii octombrie Soarele răsare la 7:14 și apune la 18:57, iar la sfârșitul lunii răsare la 6:52 și apune la ora 17:06.
Fazele Lunii: la 1 octombrie — Lună Nouă la 03:12 (Luna începe să crească); la 9 octombrie — Luna la Primul Pătrar la 07:30; la 20 octombrie — Lună Plină la 07:24 (Luna începe să descrească); la 22 octombrie — Luna la Ultimul Pătrar la 22:18; la 30 octombrie — Lună Nouă la 19:42. 
Temperaturi
- Maxima absolută a fost de 39 de grade și s-a înregistrat la stația Armăsești în anul 1952.[2]
- Minima absolută a fost de -21,3 grade și s-a înregistrat la stația Întorsura Buzăului.[2]

Caragiale - Calendar
I.L.Caragiale spunea în Calendar despre luna octombrie: Orizontul se întunecă. Culesul viilor începe. Apar în București 15 ziare cotidiane noi, având fiecare câte treizeci de redactori și cinzeci de corespondenți. Opinia publică le face o strălucită primire.